# 南肯辛顿
南肯辛顿（英語：South Kensington），是英国伦敦市中心偏西部肯辛顿-切尔西区中的一个地区，主要由伦敦地铁南肯辛顿站周边的商业区、博览会路周边的文化教育区域，以及周边的公园和居民区组成，並且是伦敦著名的富人区，地价昂贵。
該地區致力於創建藝術與科學基地，擁有皇家阿爾伯特音樂廳、倫敦自然歷史博物館、倫敦科學博物館以及維多利亞和阿爾伯特博物館，也建立了多所世界著名的大學，例如：倫敦帝國學院、皇家藝術學院及皇家音樂學院 (南肯辛頓)等。